# Frans Detiège
Andreas Frans Theodoor Detiège  (Antwerpen, 22 december 1909 - 1 november 1980) was een Belgisch politicus voor de BSP.

## Levensloop
Na zijn middelbare studie aan het Koninklijk Atheneum van Antwerpen, studeerde hij af als Licentiaat Handelswetenschappen aan de Rijkshandelshogeschool van Antwerpen. Tijdens zijn studies aan de Rijkshandelshogeschool was de Vlaamsgezinde Detiège lid van de Nederlandse Studentenkring en was hij voorzitter van de socialistische studentenbeweging.
Beroepshalve werd hij van 1930 tot 1947 journalist bij de Volksgazet. Ook was hij medewerker van de tijdschriften Menschen en Jeugd. Bovendien was hij leraar aan de Arbeidshogeschool van Antwerpen. In 1931 werd hij lid van de Internationale Socialistische Anti-Oorlogsliga. In 1939 werd hij verkozen tot gemeenteraadslid van Antwerpen, wat hij bleef tot in 1976.
Bij de Achttiendaagse Veldtocht werd Detiège in mei 1940 bij het Albertkanaal krijgsgevangen genomen. Hij zat vervolgens tot in november 1940 opgesloten in Oost-Pruisen. Daarna dook hij onder en werd hij bestuurslid van de Antwerpse afdeling van de illegale Belgische Socialistische Partij. Na de oorlog werd Detiège zaakgelastigde bij het ministerie van Landbouw en Ravitaillering en in 1947 redactielid van het door Lode Craeybeckx opgerichte tijdschrift Morgen. Van 1954 tot 1977 was hij ook voorzitter van de Antwerpse BSP-afdeling en van 1965 tot 1969 lid van de raad van beheer van het Rijksuniversitair Centrum Antwerpen.
Van 1947 tot 1976 was hij schepen van Antwerpen, waardoor hij tot de architecten van het naoorlogse Antwerpen behoorde tijdens het lange burgemeesterschap van Lode Craeybeckx. Na de dood van Craeybeckx was hij in 1976 enkele maanden burgemeester van de stad.
Als schepen zette hij grote projecten van sociale woningen neer en brak hij 5000 huizen af, waaronder enkele historische panden. Hij zorgde ook voor het bouwen van het Olympisch zwembad aan de Wezenberg, het Middelheim ziekenhuis en het openlucht museum, het nieuwe Stedelijk Slachthuis en het Internationaal Zeemanshuis . Daarnaast moderniseerde Detiège ook de openbare reinigingsdienst en zette overal in de stad kinderkribben en peutertuinen op.
Hij was ook in de nationale politiek actief en zetelde van 1946 tot 1974 voor het arrondissement Antwerpen in de Kamer van volksvertegenwoordigers. Helemaal op het einde van zijn parlementaire carrière, in de periode december 1971-maart 1974, had hij als gevolg van het toen bestaande dubbelmandaat ook zitting in de Cultuurraad voor de Nederlandse Cultuurgemeenschap, die op 7 december 1971 werd geïnstalleerd en de verre voorloper is van het Vlaams Parlement. In de Kamer legde zich vooral toe op economische en financiële problemen en was hij jarenlang voorzitter van de commissie Economische Zaken. Daarenboven was hij ook lid van de Raadgevende Interparlementaire Beneluxraad en ondervoorzitter van de Economische Raad van de provincie Antwerpen en de Gewestelijke Economische Raad voor Vlaanderen. In 1967 was hij de voorzitter van de sociaaleconomische afdeling van het Vlaams Socialistisch Congres in Klemskerke, waar hij pleitte voor een zo ruim mogelijke culturele autonomie.
Zijn dochter Leona Detiège en kleindochter Maya Detiège werden ook politiek actief voor de socialisten. Hij werd op het Schoonselhof begraven.